# Catalan Initiative for the Earth BioGenome Project
La Iniciativa Catalana per a l'Earth Biogenome project (CBP) és una iniciativa que té com a objectiu seqüenciar, catalogar i caracteritzar el genoma de tota la biodiversitat eucariota (protists, fongs, plantes i animals) dels territoris de parla i cultura catalana.
La CBP és un dels nodes de l'Earth Biogenome Project al sud d'Europa posat en marxa el 2019 per la Societat Catalana de Biologia (SCB) i la Institució Catalana d’Història Natural (ICHN), filials de l'Institut d’Estudis Catalans (IEC). Actualment, la CBP fa de paraigua d’una àmplia xarxa d’expertesa, ja que per la seva naturalesa requereix la col·laboració d’institucions, instituts i centres de recerca, museus, parcs zoològics, jardins botànics, societats i entitats expertes en el coneixement i l’estudi de les espècies repartides per tot el territori, a més de potents infraestructures de seqüenciació genòmica (Centre Nacional d’Anàlisi Genòmica, CNAG-CRG) i computació (Centre Nacional de Supercomputació, BSC).
Els resultats de la CBP informaran sobre una àmplia gamma de problemes als quals s'enfronta la humanitat: l'impacte del canvi climàtic en la biodiversitat, la preservació i millora dels ecosistemes i la conservació d'espècies i ecosistemes en perill d'extinció.

## Implicacions i retorn social
Més enllà de la biodiversitat s'espera que la CBP tingui un impacte directe en el coneixement de les espècies que habiten els territoris de parla catalana. D'una banda, contribuint a actualitzar, millorar i digitalitzar el catàleg de les espècies que hi viuen. D'altra banda, entenent l'evolució genòmica d'aquestes espècies al llarg del temps i relacionar-la amb els efectes de l'activitat humana i el canvi climàtic ens permetrà ser més conscients de les nostres accions i dissenyar estratègies per a pal·liar els efectes d'aquestes sobre els ecosistemes.
Aquest coneixement es posarà a l'abast de tothom, comportant un retorn social en àmbits molt diversos, des de l'agricultura, l'alimentació i la salut fins al sector energètic i la indústria, sense oblidar l'impuls que suposarà per a la recerca i l'economia. En aquest sentit, cal destacar que els objectius globals d'aquest projecte s'emmarquen en el concepte One Health (‘Una Salut') definit per l'OMS i es troben inclosos en l'Estratègia de Biodiversitat de la Unió Europea per al 2030 i a l'Agenda 2030 per al Desenvolupament Sostenible de la ONU.

## Objectiu i organització[calcitació]
L’objectiu principal del projecte és la producció d’un catàleg detallat del genoma de les espècies eucariotes dels territoris de parla catalana. Els diferents processos implicats en l’assoliment d’aquest objectiu, són els següents: 
- Recollida de mostres, processament i catalogació
- Conservació de les mostres en bancs de materials biològics (Biobancs)
- Extracció i seqüenciació de l'ADN
- Assemblatge i anotació del genoma
- Dipòsit de dades en repositoris públics (ENA)
- Anàlisi i adaptació de les dades per a la seva visualització
- Publicació dels resultats en accés obert